# Base aérienne de Baranavitchy
Baranavitchy est une base aérienne de l'armée de l'air et des forces de défense aérienne de la république de Biélorussie, anciennement de l'armée de l'air soviétique. Il porte le code OACI des aéroports UMMA.
La base abrite la 61e base aérienne de chasse, équipée de Mikoyan-Gourevitch MiG-29 et de Soukhoï Su-30.
Elle est située au sud de la ville de Baranavitchy. En 1950, le 61e régiment d'aviation de chasse de la 2e armée de défense aérienne des forces de défense aérienne soviétiques est créé. La base est intensément utilisée depuis le 7 novembre 1951, date à laquelle elle reçut la 45e division aérienne de bombardiers lourds (TBAP). Le 203e TBAP devint l'une des principales bases de bombardiers stratégiques du début des années 1950. Holm confirme que la 45e TBAD est arrivé en novembre 1951, mais estime les coordonnées de la base à la position 53 5 51N, 26 2 50E. Le 45e TBAD relevait du 79e corps aérien de bombardiers de la Garde, et plus tard de la 50e armée aérienne. Il effectue de nombreuses sorties avec des Tupolev Tu-16 dans l'Extrême-Arctique à partir du milieu des années 1950, déployant également un Tu-16 à Tiksi, puis à la station glacière SP-6 pour des essais sur le terrain en 1958.
Baranavitchy est l'un des neuf principaux sites d'exploitation du Tupolev Tu-22 au milieu des années 1960, qui jouait un rôle de force anti-surface dans la mer Baltique jusque dans les années 1980. La base a également accueilli un régiment composé d'avions Mikoyan MiG-25 dans les années 1980.
Plusieurs Soukhoï Su-35 du 23e régiment d'aviation de chasse de la Garde de l'armée de l'air russe sont déployés à Baranavitchy entre février et avril 2022. Ils effectuèrent des sorties lors de l'invasion russe de l'Ukraine avant de se retirer en Russie lors de la retraite de Kiev.